# Pia Maria
Pia Maria Außerlechner (født 21. maj 2003) er en østrigsk sanger. Hun har repræsenteret Østrig ved Eurovision Song Contest 2022 i Torino sammen med DJen LUM!X med sangen "Halo" og kom på en 15. plads i semifinale 1 og de kvalificerede sig ikke til finalen.